# Alexander Pancratz

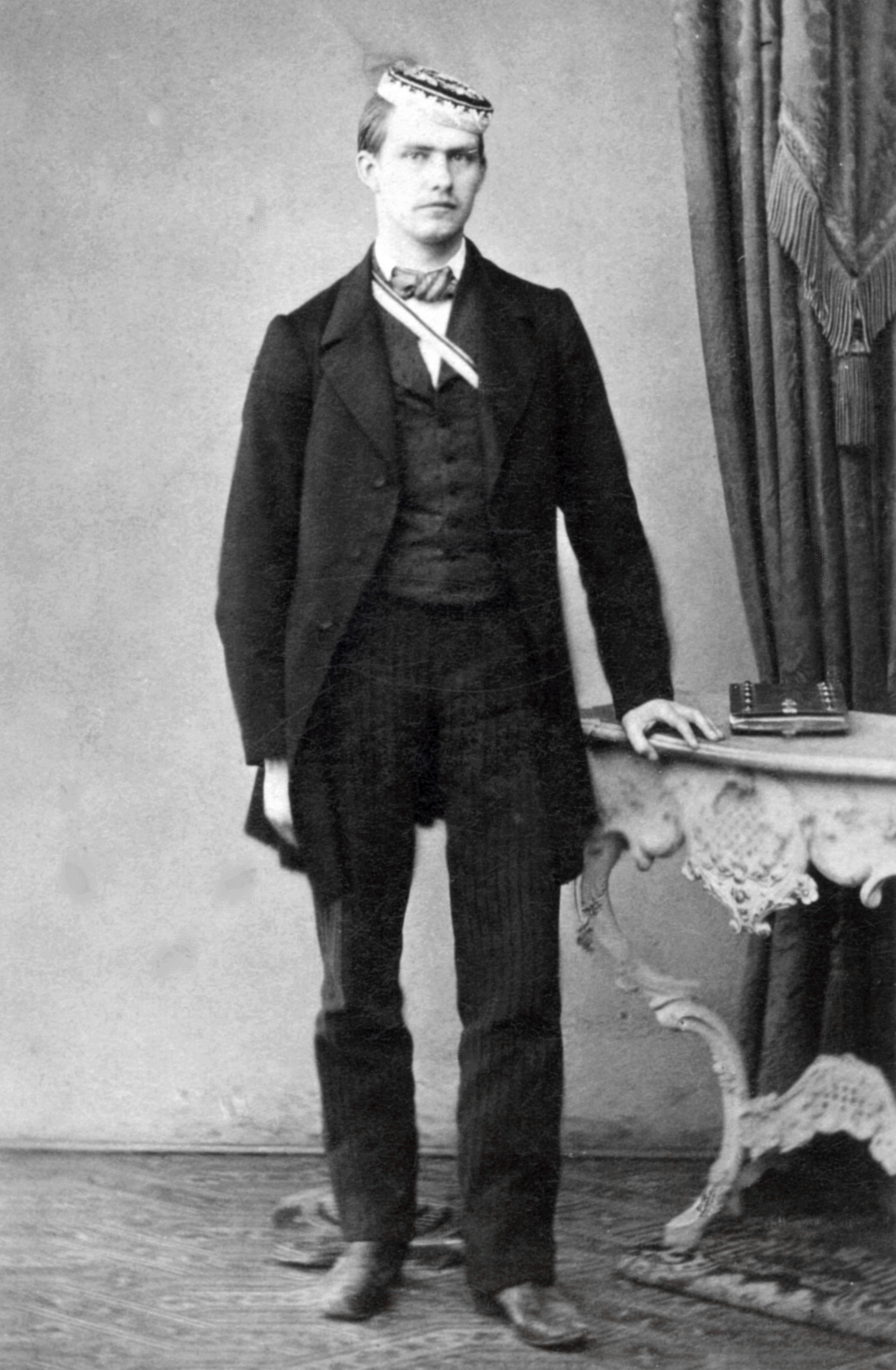
Alexander Pancratz

Caspar Christian Friedrich Alexander Pancratz (* 1839 in Oldenburg (Oldb); † 18. Oktober 1910 ebenda) war ein deutscher Richter und Abgeordneter im Herzogtum Oldenburg.

## Leben
Pancratz war Sohn von Lambert Pancratz und dessen Ehefrau Agnes Pancratz geb. Bothe (1818–1879). Er
studierte an der Ludwig-Maximilians-Universität Rechtswissenschaft. Im Corps Suevia München wurde er 1. Juli 1861 acceptiert und am 11. November 1861 recipiert. Nach dem Studium schlug er im Herzogtum Oldenburg die Richterlaufbahn ein. Er wurde Oberamtsrichter in Vechta und erhielt den Titel Oberjustizrat. 1890–1893 saß er im Oldenburgischen Landtag.